# Liste der Monuments historiques in Saint-Saturnin (Cher)
Die Liste der Monuments historiques in Saint-Saturnin (Cher) führt die Monuments historiques in der französischen Gemeinde Saint-Saturnin auf.

## Liste der Objekte
| Bezeichnung                                             | Beschreibung                             | Standort                         | Kennzeichnung | Schutzstatus | Datum | Bild |
| ------------------------------------------------------- | ---------------------------------------- | -------------------------------- | ------------- | ------------ | ----- | ---- |
| Skulptur Madonna mit Kind, genannt Notre-Dame des Aydes | Holz, zweite Hälfte des 16. Jahrhunderts | in der Kirche St-Saturnin (Lage) | PM18000364    | Classé       | 1913  |      |
| Skulptur Johannes der Täufer                            | Holz, bemalt, 17. Jahrhundert            | in der Kirche St-Saturnin (Lage) | PM18000936    | Inscrit      | 1977  |      |
| Bank mit Armlehnen                                      | Holz, 19. Jahrhundert                    | in der Kirche St-Saturnin (Lage) | PM18000940    | Inscrit      | 1977  |      |
| Skulptur eines Bischofs                                 | Holz, 15. Jahrhundert                    | in der Kirche St-Saturnin (Lage) | PM18000935    | Inscrit      | 1977  |      |
| Skulptur Heilige Anna                                   | Holz, bemalt, 17. Jahrhundert            | in der Kirche St-Saturnin (Lage) | PM18000937    | Inscrit      | 1977  |      |
| Truhe mit Deckel                                        | Holz, 18. Jahrhundert                    | in der Kirche St-Saturnin (Lage) | PM18000939    | Inscrit      | 1977  |      |
| Kommode mit drei Schubladen                             | Holz, zweite Hälfte des 18. Jahrhunderts | in der Kirche St-Saturnin (Lage) | PM18000938    | Inscrit      | 1977  |      |